# Olivier Coipel
 (février 2010).
Si vous disposez d'ouvrages ou d'articles de référence ou si vous connaissez des sites web de qualité traitant du thème abordé ici, merci de compléter l'article en donnant les références utiles à sa vérifiabilité et en les liant à la section « Notes et références ».
Olivier Coipel est un auteur de bande dessinée français.

## Biographie
Olivier Coipel naît en 1973 dans le 12e arrondissement de Paris, près de nation.
Autour de ses 16 ans, il voyage au Portugal.
Il réussit à l'issue de sa formation dans l'enseignement secondaire un concours pour entrer à l'école de l’image des Gobelins. Après un passage de deux ans au sein de l'établissement, qui se solde par une position de major de promotion, il est recruté par le studio d’animation Amblimation créé par Steven Spielberg. C’est donc en 1994 qu’Olivier Coipel commence à Londres puis à Los Angeles sa vie d’animateur professionnel. Il travaille sur deux films de Dreamworks (Le Prince d'Égypte et La Route d'Eldorado) jusqu’à la fin des années 1990.
Olivier Coipel rencontre le directeur artistique de DC Comics, et se retrouve embarqué à bord de DC pour dessiner la Légion des Super-Héros. Après trois années passées au sein de la maison d'édition américaine, il rejoint Marvel où tout s’enchaine. Son travail sur la série des Vengeurs ("Avengers" en version originale) avec Geoff Johns lui permet de se faire connaître parmi les fans de comics. Il est ainsi révélé en 2004 dans la catégorie "Young Guns" aux côtés de jeunes artistes comme Jim Cheung et David Finch.
En 2005, il signe un contrat d'exclusivité avec Marvel. Au terme de sa collaboration sur la série Avengers, il est chargé de l'élaboration de l’événement comics de l'année : House of M. C’est sa collaboration sur un événement d'une telle ampleur qui permet a Olivier Coipel de se faire une place au sein des meilleurs artistes de comics Marvel. Il démontre une volonté d'élaboration d'identités visuelles inédites pour chacun de ses personnages. À la suite de House of M, son prochain grand projet est de dessiner The New Avengers Annual no 1, ce qu’il fait avec succès.
À partir de juillet 2007, Olivier Coipel travaille sur la nouvelle série Thor, éditée par Warren Simons, en collaboration avec J. Michael Straczynski. C’est un personnage qu’il affectionne tout particulièrement et Olivier apporte à cette nouvelle série sa propre pâte graphique. La série ayant été clôturée auparavant, il obtient la liberté d'élaborer une nouvelle identité visuelle pour Thor, ainsi que les autres protagonistes de l'oeuvre éponyme. Il illustre par la suite une mini-série événement centrée sur la série Thor et les Vengeurs (Thor & The Avengers). En 2011, il reprend l'illustration de Thor avec Matt Fraction au scénario.
En 2018, il s'associe avec le scénariste Mark Millar sur la série The Magic Order.

### Marvel Comics
- Avengers no 65-70, 77-78, 80-81
- Avengers vs X-Men no 6, 7, 10, 11
- Black Panther no 16 (couverture)
- House of M no 1-8
- Marvel Spotlight: Daniel Way / Olivier Coipel
- New Avengers no 3 (couverture variante), 23
- Ultimate X-Men no 61 (couverture variante)
- New Avengers Annual no 1
- Stan Lee Meets Spider-Man no 1 (histoire principale)
- Uncanny X-Men no 448-449
- Young Guns Sketchbook 2004
- Thor no 1-6, 9-12
- Tales of Asgard no 1-6 (couvertures)
- Siege no 1-4
- Amazing Spider-Man (2014) #9-15
- Civil War II (2016) #0
- The Unworthy Thor (2017) #1-5 (avec Esad Ribic, Frazer Irving, Pascal Alixe, Russell Dauterman, Kim Jacinto)

### DC Comics
- The Legion no 1-4, 5 (couverture), 6-8, 9 (couverture), 10-12, 13 (couverture), 14
- Legion Lost no 1-3, 4 (couverture), 5, 6 (couverture), 8, 9 (couverture), 10-12
- Legion of Super Heroes vol. 4 no 122-123, 125 (couverture)
- Legionnaires no 78-81
- Legion Worlds no 1 (backup)

### NETFLIX
- The Magic Order volume 1, sur un scénario de Mark Milar, édition couleur (standard) et édition noir et blanc (2500 exemplaires) chez Panini Comics.